# Frederic Wandres
 (août 2024).
Si vous disposez d'ouvrages ou d'articles de référence ou si vous connaissez des sites web de qualité traitant du thème abordé ici, merci de compléter l'article en donnant les références utiles à sa vérifiabilité et en les liant à la section « Notes et références ».
Frederic Wandres (né le 25 mars 1987) est un cavalier de dressage allemand. Il a participé aux Championnats du monde FEI 2022 à Herning, où il a remporté une médaille de bronze par équipe avec l'équipe allemande. Wandres a participé à plusieurs Championnats du monde des jeunes chevaux de dressage au cours desquels il a remporté une médaille d'or en 2019. Il figurait également sur la liste pour les Jeux olympiques de Tokyo en 2020 pour l’équipe allemande.
Il a débuté comme élève cavalier au Hof Kasselmann en 2007, puis est devenu cavalier d'écurie. Il a élevé et concouru plusieurs jeunes chevaux jusqu'au Grand Prix. Wandres est ouvertement gay.
En juillet 2024, il est sélectionné dans l'équipe allemande de dressage pour les Jeux Olympiques de Paris.